# Lake Malawi
Lake Malawi es una banda indie pop checa de Třinec formada en 2013. La banda está compuesta por el vocalista líder y guitarrista Albert Černý, el bajista Jeroným Šubrt, y el batería Antonín Hrabal. La banda fue creada por Černý tras separarse su antigua banda Charlie Straight. Su EP debut We Are Making Love Again fue lanzado en 2015, seguido de su álbum debut Surrounded by Light en 2017. Representaron a República Checa en el Festival de la Canción de Eurovisión 2019 con la canción, "Friend of a Friend".

## Historia

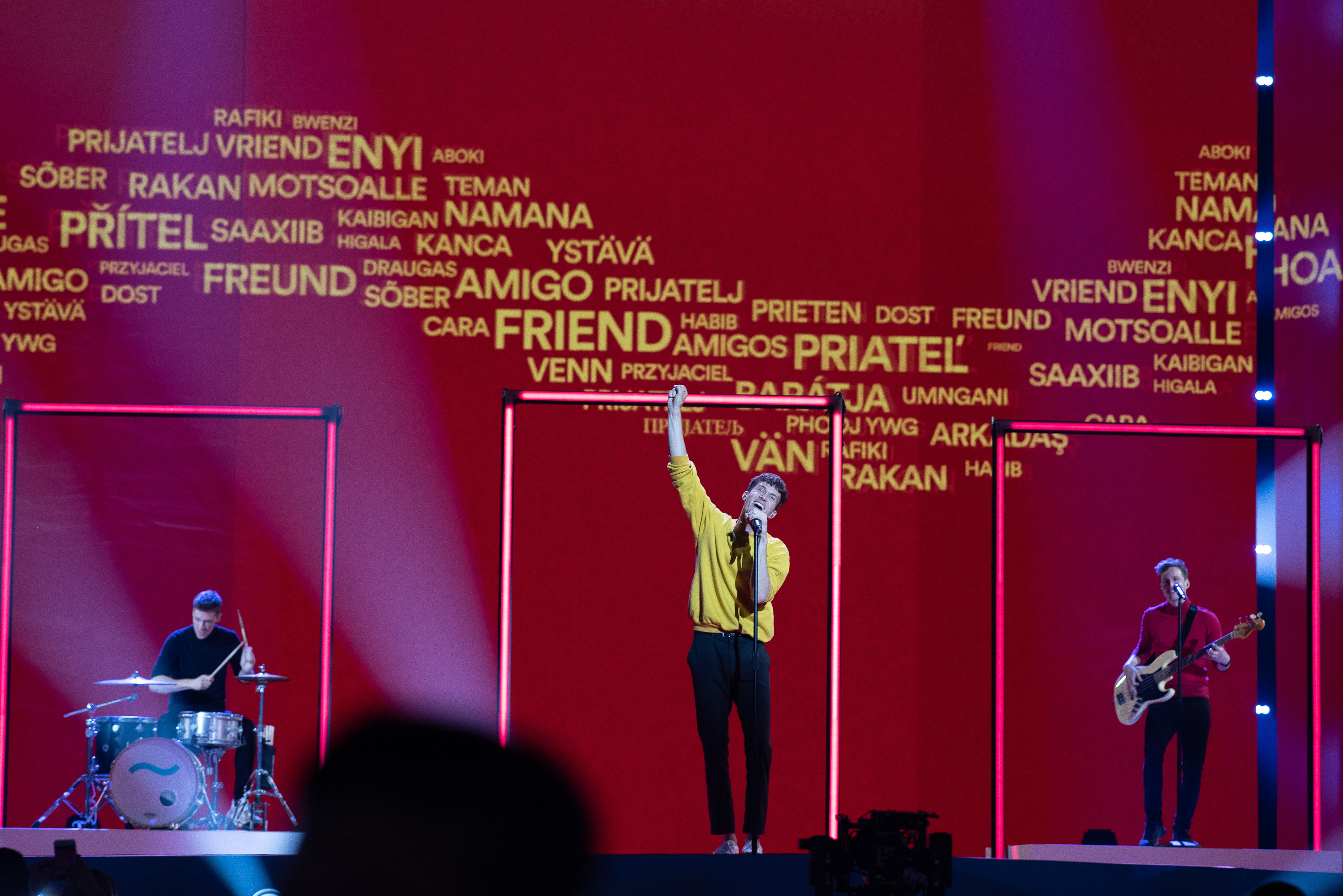
Lake Malawi durante su actuación en Eurovisión 2019

Lake Malawi fue fundada por el cantante Albert Černý tras separarse su antigua banda Charlie Straight en septiembre de 2013. El nombre de la banda se inspira en la canción "Calgary" de Bon Iver, del álbum del mismo nombre de 2011. Luego lanzaron el sencillo debut "Always June" en 2014, tocándolo en vivo en una entrevista con la BBC. En 2014, Lake Malawi tocó en festivales de música checos como Colours of Ostrava y Rock for People, y en The Great Escape Festival en el Reino Unido. Luego lanzaron su EP debut We Are Making Love Again en 2015. Fueron teloneros en Praga para músicos como The Kooks, Mika, y Thirty Seconds to Mars. En 2016, el batería y exmiembro de Charlie Straight, Pavel Palát, dejó la banda; fue reemplazado por Antonín Hrabal.
En 2017, lanzaron su álbum debut Surrounded by Light. El álbum produjo los sencillos "Surrounded by Light" y "Paris", que llegó a las listas Rádio – Top 100 en República Checa. El guitarrista Patrick Karpentski dejó la banda a finales de 2017. En 2019, fue anunciado que formarían parte de la final nacional checa para el Festival de la Canción de Eurovisión con la canción "Friend of a Friend". El 28 de enero de ese mismo año fueron anunciados como los representantes de República Checa en el festival.

## Miembros

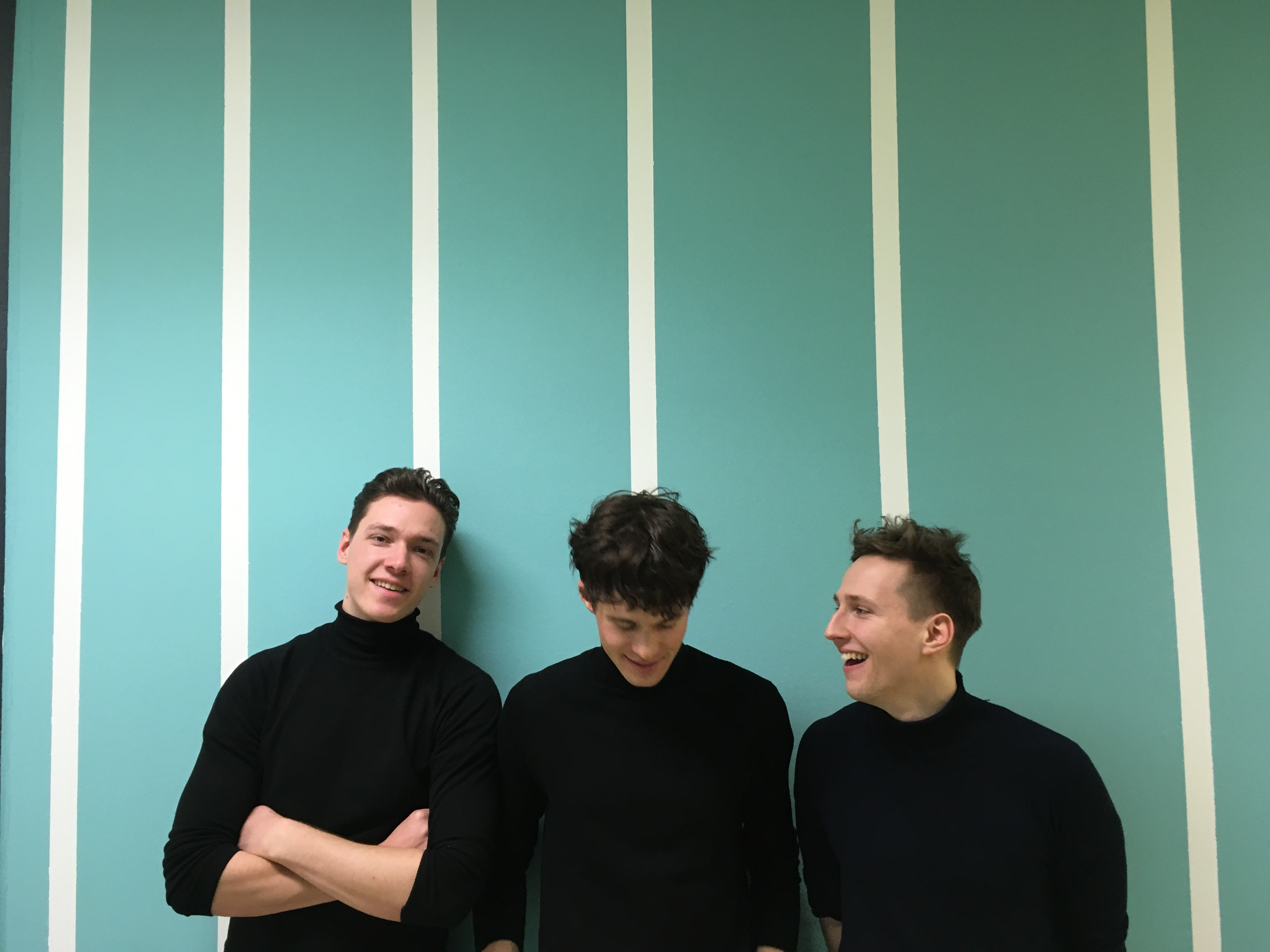
De izquierda a derecha: Hrabal, Cerný y Šubrt

- Albert Černý (2013–presente) – voz, guitarra, teclado
- Jeroným Šubrt (2013–presente) – bajo, teclado

### Antiguos miembros
- Pavel Palát (2013–16) – batería
- Patrick Karpentski (2013–17) – guitarra

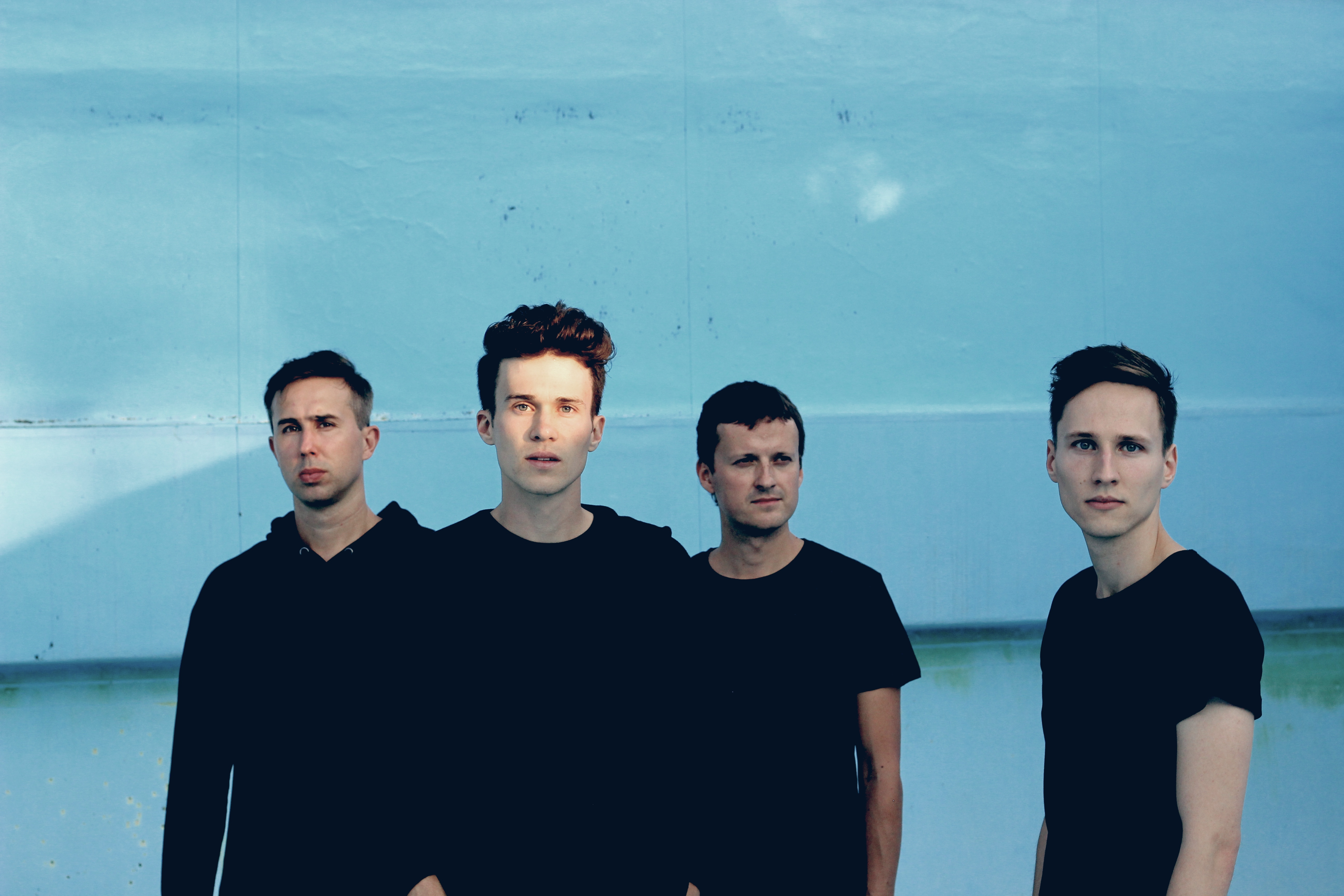
De izquierda a derecha: Karpentski, Cerný, Palát y Šubrt

- Antonín Hrabal (2016–21) – batería

## Discografía

### Álbumes
| Título               | Detalles                                                                                               | Posiciones en lista |
| Título               | Detalles                                                                                               | CHE                 |
| -------------------- | --- | ------------------- |
| Sourrounded By Light | - Publicado: 10 de noviembre de 2017 - Formatos: Descarga Digital, CD - Discográfica: Holidays Forever | 81                  |

## Enlaces externos

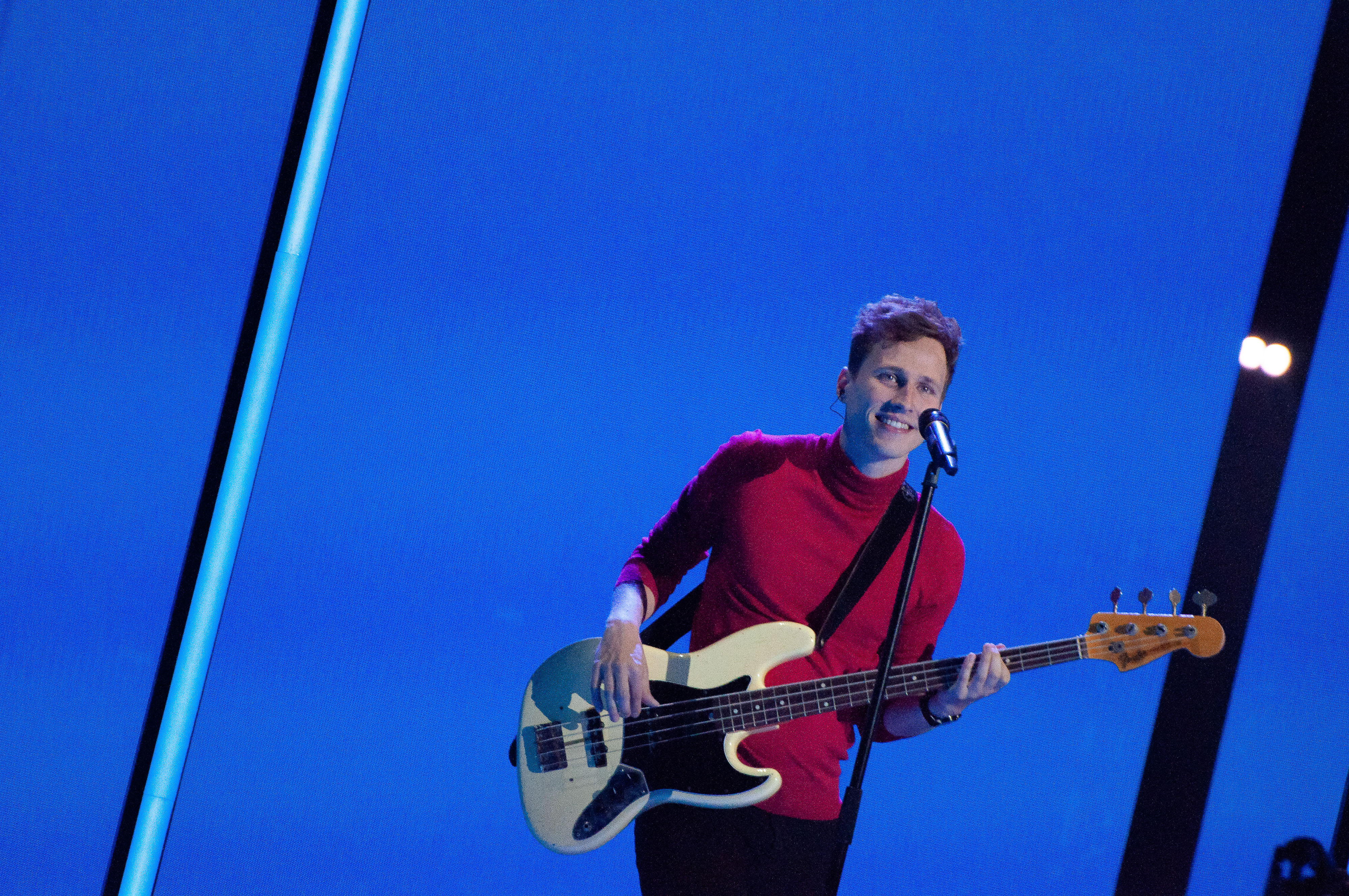
Jeroným Šubrt durante su actuación en el certamen de Eurovisión

### EPs
| Título                   | Detalles                                                                                   |
| ------------------------ | ------------------------------------------------------------------------------------------ |
| We Are Making Love Again | - Publicado: 25 de mayo de 2015 - Formatos: Descarga Digital - Discográfica: Autopublicado |

### Sencillos

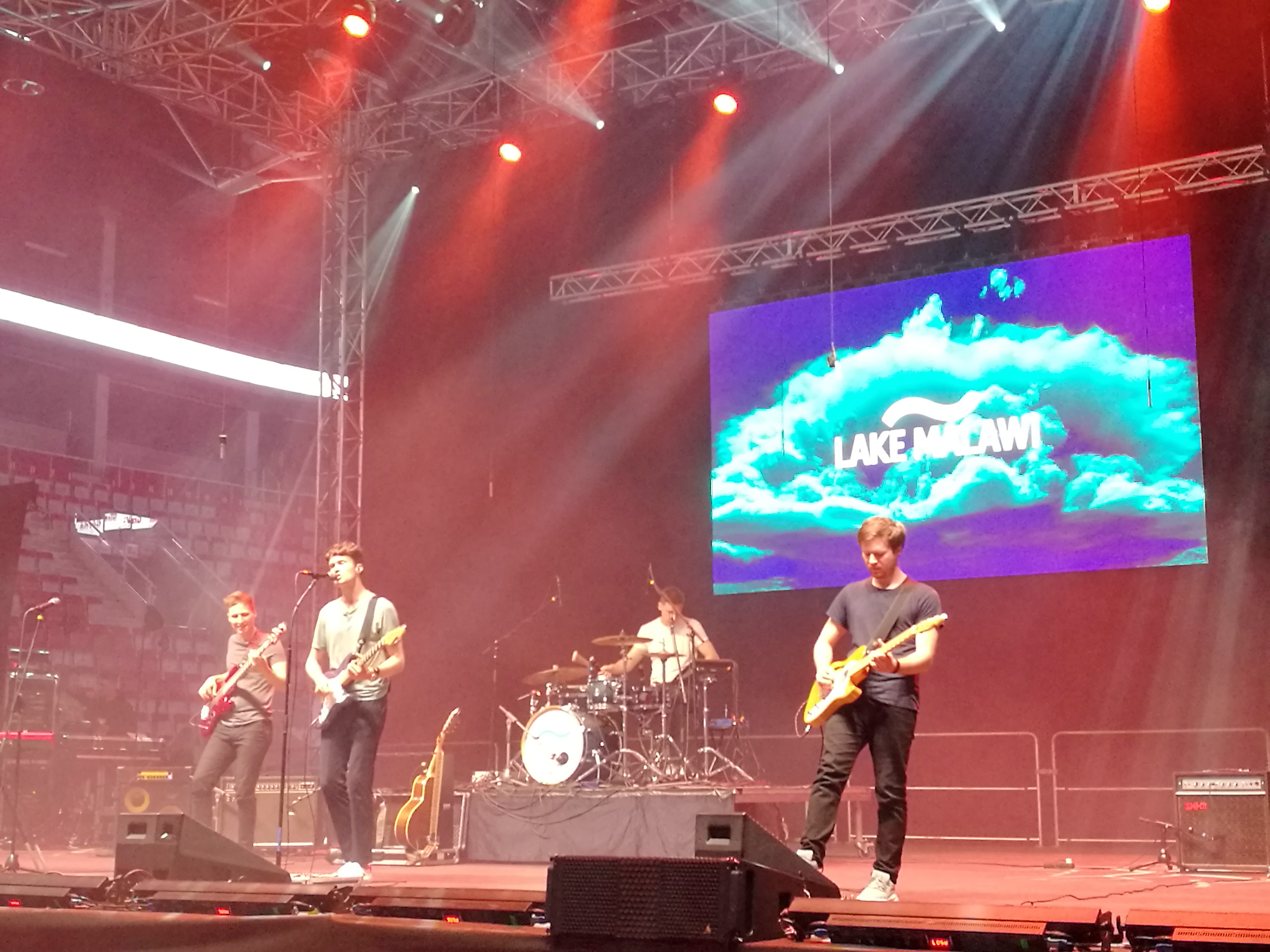
La banda en una de sus actuaciones en 2019

| Sencillo                                                                     | Año  | Posición más alta en listas | Posición más alta en listas | Posición más alta en listas | Álbum                           |
| Sencillo                                                                     | Año  | CHE                         | SUE                         | RU Digital                  | Álbum                           |
| ---------------------------------------------------------------------------- | ---- | --------------------------- | --------------------------- | --------------------------- | ------------------------------- |
| "Always June"                                                                | 2014 | 34                          |                             |                             | No perteneciente a ningún álbum |
| "Chinese Trees"                                                              | 2014 | 25                          |                             |                             | We Are Making Love Again        |
| "Aubrey"                                                                     | 2015 | —                           |                             |                             | We Are Making Love Again        |
| "Young Blood"                                                                | 2015 | —                           |                             |                             | We Are Making Love Again        |
| "We Are Making Love Again"                                                   | 2016 | 43                          |                             |                             | We Are Making Love Again        |
| "Prague (In the City)"                                                       | 2017 | —                           |                             |                             | Surrounded by Light             |
| "Surrounded by Light"                                                        | 2017 | 64                          |                             |                             | Surrounded by Light             |
| "Not My Street"                                                              | 2017 | —                           |                             |                             | No perteneciente a ningún álbum |
| "Bottom of the Jungle"                                                       | 2017 | —                           |                             |                             | Surrounded by Light             |
| "Paris"                                                                      | 2017 | 85                          |                             |                             | Surrounded by Light             |
| "Spaced Out"                                                                 | 2018 | —                           |                             |                             | Surrounded by Light             |
| "Friend of a Friend"                                                         | 2019 | —                           | 86                          | 65                          | No perteneciente a ningún álbum |
| "Stuck In The 80's"                                                          | 2019 | 85                          |                             |                             | No perteneciente a ningún álbum |
| "Lucy"                                                                       | 2020 | —                           |                             |                             | No perteneciente a ningún álbum |
| "Shaka Zulu"                                                                 | 2021 |                             |                             |                             |                                 |
| "—" denota que no fue publicado o no entró en las listas de dicho territorio |      |                             |                             |                             |                                 |